# Andre Smith (cestista 1980)
Andre Omar Smith (Manchester, 18 dicembre 1980) è un ex cestista giamaicano con cittadinanza statunitense, professionista nella NBDL.

## Carriera
Con la Giamaica ha disputato due edizioni dei Campionati centramericani (2006, 2010).